# Kanton Yantzaza
Der Kanton Yantzaza befindet sich in der Provinz Zamora Chinchipe im Süden von Ecuador. Er besitzt eine Fläche von 1014 km². Im Jahr 2020 lag die Einwohnerzahl schätzungsweise bei 26.500. Verwaltungssitz des Kantons ist die Kleinstadt Yantzaza mit 9199 Einwohnern (Stand 2010). Der Kanton Yantzara wurde im Jahr 1981 eingerichtet.

## Lage
Der Kanton Yantzaza befindet sich im Nordosten der Provinz Zamora Chinchipe. Im Osten reicht er bis an die peruanische Grenze. Das Gebiet liegt in den östlichen Anden. Im Kantonsgebiet mündet bei Los Encuentros der Río Nangaritza rechtsseitig in den Río Zamora. Die Fernstraße E45 verläuft entlang dem Río Zamora.
Der Kanton Yantzaza grenzt im Westen an den Kanton Yacuambi, im Nordwesten an den Kanton Gualaquiza der Provinz Morona Santiago, im Nordosten an den Kanton El Pangui, im Osten an Peru, im Süden an die Kantone Paquisha und Centinela del Cóndor sowie im Südwesten an den Kanton Zamora.

## Verwaltungsgliederung
Der Kanton Yantzaza ist in die Parroquia urbana („städtisches Kirchspiel“)
- Yantzaza

und in die Parroquias rurales („ländliches Kirchspiel“)
- Chicaña
- Los Encuentros

gegliedert.

## Ökologie
Im Osten des Kantons befindet sich in der Cordillera del Cóndor das Schutzgebiet Refugio de Vida Silvestre El Zarza.